# Гарбаньяте-Миланезе
Гарбанья́те-Милане́зе (итал. Garbagnate Milanese) — город в Италии, в провинции Милан области Ломбардия.
Население составляет 27 167 человек (на 2004 г.), плотность населения составляет 3412 чел./км². Занимает площадь 8 км². Почтовый индекс — 20024. Телефонный код — 02.
Покровителями коммуны почитаются святой Евсевий, семь святых мучеников Маккавеев а также Назарий и Цельсий, празднование 28 июля.